# Wilhelm II. (Nassau-Dillenburg)
Wilhelm II. von Nassau-Dillenburg (* 28. August 1670; † 21. September 1724 in Dillenburg) war Fürst von Nassau-Dillenburg. 
Seine Eltern waren Heinrich von Nassau-Dillenburg (1641–1701) und dessen Frau Prinzessin Dorothea Elisabeth von Liegnitz (1646–1691).

## Leben
Um 1694 unternahm er seine Grand Tour, die ihn durch Deutschland, Holland, England, Dänemark, Schweden und Italien führte. Nachdem er 1701 nach dem Tod seines Vaters Nassau-Dillenburg geerbt hatte, fiel 1711 mit dem Tod des Fürsten Franz Alexander auch Nassau-Hadamar an ihn und seine entfernten Verwandten Wilhelm Hyacinth von Nassau-Siegen, katholischer Vertreter der Linie, Friedrich Wilhelm I. von Nassau-Siegen, reformierter Fürst, und Johann Wilhelm Friso von Nassau-Dietz. Die Verhandlungen um die Aufteilung der hadamarschen Gebiete zogen sich bis 1717 hin, woraufhin Wilhelm II. das Amt Mengerskirchen sowie die Kirchspiele Lahr und Frickhofen (Blesenberg) erhielt.
1709 wurde er zum Ritter des St. Hubertus Ordens ernannt, welcher erst im September 1708 von Kurfürst Johann Wilhelm von der Pfalz wiederbelebt worden war.

1712 wurde er Ritter des Schwarzen-Adler-Ordens.
Da er seinen Sohn Heinrich August Wilhelm († 1718) überlebte und damit keinen männlichen Erben vorweisen konnte, erbte sein Bruder Christian Titel und Besitz.

## Familie

Wappen des Fürstentums Nassau-Dillenburg

Er verheiratete sich  am 13. Januar 1699 in Harzgerode mir Prinzessin Dorothea Johanna von Schleswig-Holstein-Sonderburg-Plön (*  24. Dezember 1676; † 29. November 1727), einer Tochter von Herzog August. Das Paar hatte folgende Kinder:
- Heinrich August Wilhelm (* 15. November 1700; † 22. August 1718)
- Elisabeth Charlotte (* 14. Juli 1703; † 22. Juni 1720)

Die Familie ist in der Evangelischen Stadtkirche von Dillenburg bestattet worden.